# Maurice Raynaud (médecin)
Pour les articles homonymes, voir Maurice Raynaud.
Maurice Raynaud, né le 5 juillet 1834 à Paris 1er et mort le 29 juin 1881 à Meudon, est un médecin français.
Il a décrit le premier, en 1862, la maladie qui porte son nom, la maladie de Raynaud, une maladie rare qui contracte les vaisseaux sanguins aux extrémités.

## Biographie
Maurice Raynaud est le fils de Félicité-Marie Vernois, sœur du chirurgien Maxime Vernois et de Jacques-Auguste Raynaud, professeur au lycée Fontanes, où il obtient de nombreux prix et accessit.
Il obtient son doctorat de médecine à la faculté de médecine de Paris en 1862, avec sa thèse De l'asphyxie locale et de la gangrène symétrique des extrémités, maladie qui portera son nom. Il devient la même année docteur ès Lettres avec son livre La médecine au temps de Molière, et son fameux article « Asclépiade de Bithynie, docteur et philosophe ».
Il est successivement médecin du bureau central (1865), remplaçant du cours de clinique médicale à l'Hôtel-Dieu, chargé de cours sur les maladies mentales et nerveuses (1866) et professeur suppléant de pathologie interne (1866). Il est médecin des hôpitaux à Sainte-Périne (1868), Saint-Antoine (1872), Lariboisière (1872) et La Charité (1880). Lors du conflit de 1870, on lui a confié le service des ambulances de la Société de Secours et un cours sur les maladies de l'armée.
Il devient agrégé en 1866 avec sa thèse Des hyperhémies non phlegmasiques et De la révulsion. Il est dès lors professeur de pathologie médicale. Il se présente trois fois à la chaire d'Histoire de la Médecine et de Chirurgie, sans l'obtenir. Il reçoit la médaille d'or du choléra en 1866 pour son travail pendant cette épidémie, est promu officier de la Légion d'honneur en 1871 et est élu à l'Académie de médecine en 1879. Il était également membre de la Société d'Anatomie et de la Société Médicale des Hôpitaux. 
Mort prématurément des suites d'une maladie cardiaque dont il souffrait depuis plusieurs années, il repose au cimetière du Père-Lachaise.

## Travaux
- Les Médecins au temps de Molière : mœurs, institutions, doctrines, 1862.
- De l'asphyxie locale et de la gangrène symétrique des extrémités, 1862.
- Des hyperémies non phlegmasiques, 1863.
- Albinie, albinisme, albinos, caractères généraux, 1864.
- De la révulsion, 1866.